# گروه مالی هانا
گروه مالی هانا (به انگلیسی: Hana Financial Group) شرکت خدمات مالی کره‌ای است، که به‌عنوان بزرگترین بانک کره جنوبی شناخته می‌شود. این بانک همچنین دومین ارائه‌کننده خدمات مدیریت سرمایه‌گذاری در کره به‌شمار می‌آید.
گروه مالی هانا در سال ۱۹۷۱ تأسیس شد. شعبه مرکزی این بانک در شهر سئول، کره جنوبی قرار دارد و بخشی از سهام آن در بازار بورس کره معامله می‌شود.